# Клайс, Димитри
Димитри Клайс (нидерл. Dimitri Claeys; род. 18 июня 1987, в Генте, Бельгия) — бельгийский профессиональный шоссейный велогонщик, выступающий за команду мирового тура «Cofidis, Solutions Crédits».

## Достижения
2007
1-й — Этап 5 (КГ) Volta a Lleida
5-й - Giro delle Regioni — Генеральная классификация
2008
1-й  Чемпион Бельгии — Групповая гонка U23
7-й - Grand Prix des Marbriers
2009
1-й  Чемпион Бельгии — Групповая гонка U23
2010
3-й - Grand Prix des Marbriers
7-й - Ronde Pévéloise
9-й - Тур Пястовского пути — Генеральная классификация
9-й - Тур Словакии — Генеральная классификация
2012
3-й - Омлоп Хет Ниувсблад U23
6-й - Флеш Арденны
8-й - Зеллик — Галмарден
2013
1-й - Омлоп Хет Ниувсблад U23
3-й - Флеш Арденны
2014
1-й - Dwars door de Vlaamse Ardennen
1-й - Омлоп Хет Ниувсблад U23
2-й - Circuit de Wallonie
2015
1-й  Тур Нормандии — Генеральная классификация
1-й  — Очковая классификация
1-й  — Этап 2
1-й - Международный велотрофей Йонга Мар Мудига
1-й - Grand Prix de la ville de Pérenchies
1-й — Этап 4 Тур Хорватии
2-й - Гран-при Импанис–Ван Петегем
2-й - Ster van Zwolle
2-й - Тур Лимбурга
2-й - Dwars door de Vlaamse Ardennen
2-й - Гран-при Ефа Схеренса
2-й - Омлоп Хет Ниувсблад U23
2-й - Дуо Норман (вместе с Оливером Пардини)
4-й - Париж — Аррас Тур — Генеральная классификация
1-й — Этап 1 (КГ)
4-й - Гент — Вевельгем U23
5-й - Circuit de Wallonie
7-й - Circuit des Ardennes — Генеральная классификация
7-й - Флеш Арденны
2016
1-й - Гран-при Ефа Схеренса
1-й — Этап 3 Тур Валлонии
2-й - Международный велотрофей Йонга Мар Мудига
4-й - Гран-при Марсельезы
4-й - Дрёйвенкурс Оверейсе
6-й - Халле — Ингойгем
8-й - Тро-Бро Леон
9-й - Тур Фландрии
9-й - Полинорманд
10-й - Гран-при Пино Черами
2017
5-й - Дварс дор хет Хагеланд
5-й - Такс Про Классик
7-й - Полинорманд
2018
1-й  - Четыре дня Дюнкерка
2-й - Гран-при Валлонии
10-й - Гран-при Марсельезы

## Статистика выступлений

### Гранд-туры
| Гонка           | 2017 | 2018 |
| --------------- | ---- | ---- |
| Джиро д'Италия  | —    | —    |
| Тур де Франс    | 163  | 130  |
| Вуэльта Испании | —    | —    |

| —  | Не участвовал  |
| НФ | Не финишировал |